# ペトロフスキー・スタジアム
ペトロフスキー・スタジアム (露:Стадион Петровский、英:Petrovsky Stadium) は、ロシア・サンクトペテルブルクにあるスタジアムである。1925年7月26日に完成。収容人数は21,570人。ネヴァ川のほとりに所在している。現在はFCゼニト・サンクトペテルブルクの本拠地として使用されている。別名は「Minor Sport Arena (MSA)」であり、ディナモ・サンクトペテルブルク、ゼニト2 サンクトペテルブルクが使用する場合は「MSAペトロフスキー・スタジアム」名義である。
1994年の第3回グッドウィルゲームズでは競技会場として使用された。
UEFAチャンピオンズリーグ 2013-14の第2節で、UEFAチャンピオンズリーグ史上初めて、同じ会場で24時間以内に2試合が行われたスタジアムとなった。2013年10月1日に、FCゼニト・サンクトペテルブルクとFKアウストリア・ウィーン、翌日にCSKAモスクワとFCヴィクトリア・プルゼニの試合が行われた。